# Scherma ai III Giochi del Mediterraneo
Le gare di scherma dei III Giochi del Mediterraneo ("Fencing at the 1959 Mediterranean Games") si sono svolte nel 1959 a Beirut in Libano.
Il programma prevedeva gare in ambito maschile, mettendo in palio un totale di 6 ori, 6 argenti e 6 bronzi nelle seguenti specialità:
- Fioretto
- Sciabola
- Spada

## Podi

### Uomini
| Evento               | Oro                                                                   | Argento                                                                                     | Bronzo                                                                                    |
| Spada                |                                                                       |                                                                                             |                                                                                           |
| Spada individuale    | Jacques Guittet                                                       | René Queyroux                                                                               | Norbert Brami                                                                             |
| Spada a squadre      | Francia                                                               | Libano Ibrahim Osman Mohamed Ramadan Michel Saykali Hassan El-Said Youssef Ishac Kafrouni   | Spagna                                                                                    |
| Fioretto             |                                                                       |                                                                                             |                                                                                           |
| Fioretto individuale | Mohamed Gamil El Kalioubi                                             | Cazaban                                                                                     | Guy Barrabino                                                                             |
| Fioretto a squadre   | Francia                                                               | Rep. Araba Unita                                                                            | Libano Ibrahim Osman Mohamed Ramadan Michel Saykali Hassan El-Said Youssef Ishac Kafrouni |
| Sciabola             |                                                                       |                                                                                             |                                                                                           |
| Sciabola individuale | Jean Ramez                                                            | Jacques Roulot                                                                              | Robert Fraisse                                                                            |
| Sciabola a squadre   | Francia Guy Barrabino Robert Fraisse Jean-Ernest Ramez Jacques Roulot | Spagna Lopez Cesar De Diego Enrique Gonzalez Herrera Ramon Martinez Roig Pablo Ordejon Diez | Rep. Araba Unita Gamil Abdel-Motie -                                                      |

## Medagliere
| Posizione | Paese            |   |   |   | Totale |
| --------- | ---------------- | - | - | - | ------ |
| 1         | Francia          | 5 | 3 | 2 | 10     |
| 2         | Rep. Araba Unita | 1 | 1 | 1 | 3      |
| 3         | Libano           | 0 | 1 | 1 | 2      |
| 3         | Spagna           | 0 | 1 | 1 | 2      |
| 5         | Tunisia          | 0 | 0 | 1 | 1      |
| Totale    | Totale           | 6 | 6 | 6 | 18     |